# USS Guam (CB-2)
USS Guam (CB-2) là một tàu tuần dương lớn thuộc lớp Alaska phục vụ trong lực lượng Hải quân Hoa Kỳ trong suốt khoảng thời gian cuối Thế chiến II. Đây là chiếc tàu thứ hai và là chiếc tàu cuối cùng thuộc lớp này được hoàn thành.
Guam cũng là con tàu thứ hai của Hải quân Hoa Kỳ được đặt theo tên đảo Guam, một lãnh thổ hải ngoại của Hoa Kỳ ở Thái Bình Dương.
Con tàu được hạ thủy vào ngày 12 tháng 11 năm 1943 bởi New York Shipbuilding Corporation ở Camden, New Jersey. Tàu được bảo trợ bởi Bà George John McMillian, vợ cũ của đại uý George John McMillian, cựu Thống Đốc đảo Guam. Tàu được đưa vào hoạt động vào ngày 17 tháng 9 năm 1944 với Thuyền trưởng là Leland P. Lovette.

## Lịch sử phục vụ
Sau khi chạy thử máy đến Trinidad, con tàu rời khỏi Philadelphia ngày 17 tháng 2 năm 1945, và gia nhập Hạm đội Thái Bình Dương Hoa Kỳ tại Trân Châu Cảng ngày 8 tháng 2 bằng cách đi qua Kênh đào Panama. Một thời gian ngắn sau đó, Guam được đón chuyến thăm của Bộ trưởng Hải quân Hoa Kỳ Forrestal. Rời Trân Châu Cảng ngày 3 tháng 3, Guam đi đến Ulithi ngày 13 tháng 3 rồi nhập vào con tàu chị em với nó là Alaska cùng với các đơn vị danh tiếng thuộc Lực lượng Đặc nhiệm 58 (TF 58) của Đô đốc Marc Mitscher.
Ngày hôm sau, con tàu thực hiện chuyến đi xuất phát từ Ulithi cùng với Nhóm Đặc nhiệm 58.4 (TG 58.4) do Chuẩn Đô đốc Arthur W. Radford, một trong những nhóm đặc nhiệm tinh nhuệ nhất trong lịch sử hải quân, tiếp cận vùng phụ cận Kyūshū và Shikoku, vào buổi sáng ngày 18 tháng 3. Trong nhóm này bao gồm các tàu Yorktown, Intrepid, Independence, và Langley; các thiết giáp hạm Missouri và Wisconsin; các tàu tuần dương Alaska, St. Louis, San Diego, Flint; và 15 tàu khu trục làm nhiệm vụ hộ tống. Trận chiến đầu tiên của tàu xảy ra khi 5 máy bay kamikaze tấn công các hàng không mẫu hạm. Các súng trên tàu được nhắm trực tiếp vào các phi cơ. Trong cuộc chạm trán này, hàng không mẫu hạm Enterprise và Intrepid, đều bị bắn phá nhưng vẫn có thể tiếp tục hoạt động. Tàu Enterprise bị một trái bom đánh trúng gần tháp chỉ huy; trong khi một máy bay kamikaze đã lao vào sàn bay ở phía đuôi tàu Intrepid' rồi rơi xuống biển sau khi bay vụt qua các thủy thủ. Cuộc tấn công kéo dài cho đến chiều và kết quả là nhóm tàu đã hạ được 4 máy bay Nhật trong đó có một chiếc do con tàu Guam bắn. Chiều hôm sau, tàu Guam được gửi đi hộ tống tàu Franklin quay trở về từ vùng chiến sự. Nhiệm vụ này kết thúc vào ngày 22 tháng 3.
Sai khi được bổ sung nhiên liệu, Guam tái gia nhập Nhóm Đặc nhiệm 58.4 và khởi hành đến khu vực chiến sự trong vùng phụ cận Okinawa Gunto, Nhật Bản. Đêm ngày 27 tháng 3 đến 28 tháng 3 năm 1945, Nhiệm vụ của tàu Guam do Đô đốc P. S. Low chỉ huy là đám phá sân bay trên Minami Daito. Sau đó, đến ngày 11 tháng 5, Guam được giao nhiệm vụ hộ tống các hàng không mẫu hạm rời khỏi Nansei Shoto.
Sau khi sửa chữa và bổ sung tại Ulithi, Guam một lần nữa khởi hành đến vùng biển phía đông của Okinawa, là một đơn vị của Đô đốc William F. Halsey của Hạm đội 3, do đó đổi tên thành Nhóm Đặc Nhiệm 38,4. Ở đây Guam tiếp tục hỗ trợ các tàu sân bay tung ra các máy bay tiêm kích càn quét qua sân bay Kyūshū. Ngày 9 tháng 6, Guam, Alaska, và năm tàu khu trục tiến hành một cuộc bắn phá trong vòng 90-phút tại Okino Daito. Tiến trình sau đó được đặt tại Vịnh Leyte, đến Vịnh San Pedro  vào ngày 13 tháng 6 sau gần 3 tháng hoạt động liên tục hỗ trợ cho chiến dịch Okinawa.
Guam bây giờ có một nhiệm vụ mới là tàu chỉ huy của lực lượng Đặc Nhiệm tàu tuần dương 95, bao gồm tuần dương hạm lớn Guam và Alaska, bốn tuần dương hạm hạng nhẹ, và chín khu trục hạm. Lực lượng này đi vào Đông Trung Quốc và biển Hoàng Hải giữa ngày 16 tháng 7 và 7 tháng 8 năm 1945 nhằm thực hiện một cuộc đột kích tàu thuền. kết quả trực tiếp rất ít, nhưng thực tế là một quá trình quét bề mặt của nước nhà của Nhật Bản có thể được thực hiện mà không gây tổn hại đã chứng minh sự thống trị áp đảo và chuyển động sức mạnh trên biển của Mỹ. Nhóm Guam rút lui khỏi Okinawa vào ngày 7 tháng 8.
Vài ngày sau, Guam trở thành tàu chỉ huy thuộc lực lượng Bắc Trung Quốc của Chuẩn Đô đốc Low và trong phạm vi biển Hoàng Hải nhằm phô trương hải quân Mỹ có thể trước khi cập bến cảng lớn Thanh Đảo, cảng Arthur, và Dairen. Sau đó Guam tới  Jinsen, Hàn Quốc, vào ngày 8 tháng 9 năm 1945 để đảm bảo rằng chiếm đóng và giải phóng đất nước. Guam rời khỏi Jinsen vào ngày 14 tháng 11 và đến San Francisco ngày 3 tháng 12 đổ bộ quân lính và đồng thời giải tán quân đội. Rời khỏi San Francisco ngày 5 tháng 12 năm 1945, Guam đến Bayonne, New Jersey, 17 tháng 12. Ở lại đó và ngừng hoạt động vào ngày 17 tháng 2 năm 1947; Guam bỏ neo với Tập đoàn New York, hạm đội dự trữ Đại Tây Dương tới ngày 1 tháng 6 năm 1960 khi tên tàu được gạch tên khỏi Danh sách Hải quân.  Tàu được bán làm phế liệu vào ngày 24 tháng 5 năm 1961 cho Công ty Kim loại Boston, Baltimore, Maryland.

## Phong tặng
Guam được nhận hai ngôi sao chiến đấu cho sự phục vụ của nó trong suốt Thế chiến II.